# 三輪光雄
三輪 光雄（みわ みつお、1905年（明治38年）11月3日 - 1978年（昭和53年）7月28日）は、日本の原子核物理学者。教育者。

## 経歴
1928年に東京帝国大学理学部物理学科を卒業後、同大学で助手となり、1931年、東北大学物理学教室の助手となる。その後、東京帝国大学に戻り講師を務めた後、1942年に東京文理科大学の教授となった。1968年、東京教育大学を定年退官。名誉教授になった後、同年に学長に就任したが病気を理由に翌1969年に退任した。その後は東京理工専門学校（現在の読売理工医療福祉専門学校）の初代校長に就任して理工系技術者の育成に当たった。
専門分野は物理学の中でも原子核に関する分野で、1957年には原子核研究のための当時日本最大の加速器、ベータトロンの建設に携わった。1978年（昭和53年）7月28日に心筋梗塞のため東京都世田谷区の関東中央病院にて死去。73歳。

## 著作
- 『高校A級物理1,2計算問題集』（共著）昇龍堂出版 1975年
- 『詳解物理1 : 計算問題の解き方』 昇龍堂出版 1974年
- 『研修物理』 昇龍堂出版 1964年
- 『理論応用 物理学演習 第4』 森北出版 1964年
- 『物理学 : 大学教養』 森北出版 1956年
- 『物理実験学 : 原子核物理学 第10巻』（共著）河出書房 1940年